# Roy Smith
Roy Smith, född 19 april 1990, är en costaricansk fotbollsspelare som spelar för CD Marathón.
Roy Smith spelade 2 landskamper för det costaricanska landslaget.